# Droga krajowa nr 70 (Polska)
Droga krajowa nr 70 (DK70) – droga krajowa klasy G oraz na krótkim odcinku klasy GP o długości ok. 50 km, leżąca na obszarze województw łódzkiego i mazowieckiego. Trasa ta łączy Łowicz z S8 w Zawadach.
W ramach Programu budowy 100 obwodnic na lata 2020-2030 planowana jest budowa zewnętrznej obwodnicy Łowicza w ciągu dróg nr 14, 70 i 92, mającej wyprowadzić ruch tranzytowy poza miasto. Początek prac planowany jest na 2026 rok.

## Historia numeracji
Obecny numer droga posiada od 14 lutego 1986 roku. Nieznana jest wcześniejsza numeracja – na wydawanych ówcześnie mapach i atlasach drogowych trasa najczęściej oznaczana była jako droga drugorzędna.

## Klasa drogi
Droga na prawie całej długości posiada parametry techniczne klasy G – wyjątkiem jest obwodnica Nieborowa spełniająca wymogi klasy GP.

## Dopuszczalny nacisk na oś
Na całej długości drogi dopuszczalny jest ruch pojazdów o nacisku pojedynczej osi do 10 ton.

## Miejscowości leżące na trasie DK70
- Łowicz (DK14, DK92) – planowana obwodnica[3]
- Nieborów (A2)
- Bełchów
- Skierniewice
- Huta Zawadzka (S8)